# Casa Castells (Tremp)
La Casa Castells és una obra de Tremp (Pallars Jussà) protegida com a Bé Cultural d'Interès Local.

## Descripció
Edifici entre mitgeres i de tres nivells d'alçada, planta baixa i dos pisos. La façana principal, que dona al carrer Soldevila, destaca per la seva senzillesa i austeritat, així com per la portalada de mig punt adovellada que dona accés a l'habitatge. La portalada denota una factura popular, que contrasta, amb els elements de la façana posterior. La façana del Passeig del Vall es troba molt remodelada però conserva els guardapols ceràmics amb motius vegetals i florals de les finestres del primer pis. La disposició simètrica dels vans així com els arcs escarsers de la planta baixa, també són elements destacables.

## Història
No hi ha cap referència història de l'origen de la Casa Castells, excepte que la terrassa pot ser identificada a conseqüència de la normativa municipal de construcció sobre l'antic vall de la muralla que va permetre terraplenar el fossat i aixecar edificis tan sols de planta baixa. Aquest és l'origen que s'atribueix a les terrasses que envolten avui dia l'actual Plaça Princesa Sofia.